# Pan American Triathlon Confederation
De Pan American Triathlon Confederation (CAMTRI, Confederación Americana de Triathlon) is de federatie voor triatlon in de Pan-Amerikaanse regio. De CAMTRI maakt deel uit van de International Triathlon Union. Een van de aangesloten bonden is de Surinaamse Triathlon Unie.